# Seleção Brasileira de Softbol Feminino
A Seleção Brasileira de Softbol Feminino é a equipe que representa o Brasil em competições internacionais de softbol. Governada pela Confederação Brasileira de Beisebol e Softbol (CBBS), o maior destaque do grupo foi a qualificação aos Jogos Pan-Americanos de 2015 em Toronto.

## Desempenho
| Ano  | Sede    | Posição  |
| ---- | ------- | -------- |
| 2015 | Toronto | 4° lugar |